# Cameron Cruz
Cameron Cruz (Jászberény, Hungría; 26 de agosto de 1975) es una actriz pornográfica y modelo erótica húngara.

## Biografía
Cameron Cruz, nombre artístico de Szilvia Loressi, nació en la ciudad de Jászberény, ubicada en el condado de Jász-Nagykun-Szolnok, en Hungría, en agosto de 1975.
Debutó primero como modelo erótica en su país natal, pasando más tarde a la industria pornográfica, debutando como actriz en el año 2000, con 25 años. Como actriz, ha trabajado con productoras europeas y estadounidenses como Girlfriends Films, Simon Wolf, Viv Thomas, 21Sextury, Pure Play Media, Reality Kings, Hustler Video, New Sensations, Digital Sin, Odyssey, Evil Angel, Adam & Eve o Private, entre otras.
En septiembre de 2006 recibió el premio a la Actriz del mes de VivThomas Babe. En 2009 participó en la película Office Girls 2, de esta misma productora, que recibió el premio a la Mejor película.
Decidió retirarse en 2015, habiendo aparecido en más de 280 películas como actriz.
Algunas películas suyas fueron Art Of Kissing 2, Budapest 10, Dripping Wet Sex 2, High Octane 3, Infinity, Merger, Pink Velvet, Sex With Eve Angel, Still Got It, Tight Bottoms, Unfaithful 4 o Woman In Charge.